# André Bloch (matemàtic)
André Bloch   (Besançon, 20 de novembre de 1893 - París, 11 d'octubre de 1948) va ser un matemàtic francés que va estar tancat a un psiquiàtric gairebé tota la seva vida adulta.

## Vida i Obra
André Bloch, que es portava menys d'un any amb el seu germà Georges, va fer els estudis juntament amb ell al institut de Besançon. Els seus pares, jueus acomodats, fabricants de rellotges, van morir prematurament i els germans van ser tutelats per uns oncles. A Besançon van tenir de professor Georges Valiron qui, veient les seves qualitats matemàtiques, els va preparar pel seu ingrés a l'École Polytechnique. El 1912 van superar les proves d'ingrés i, després de fer el servei militar, van començar els seus estudis a l'École Polytechnique el 1913.
Però l'any següent va esclatar la Primera Guerra Mundial i els dos germans van ser mobilitzats al front i tots dos van ser ferits. André encara estava convalescent quan el 17 de novembre de 1917, mentre dinava a casa dels seus oncles amb el seu germà, els va assassinar tots tres a ganivetades. Va sortir al carrer i es va entregar a la policia pacíficament. Els detalls i motius d'aquest acte son confosos.
Tractant-se de dos oficials de l'exèrcit i en temps de guerra, es va procurar que no se'n parlés gaire. André fou declarat oficialment trastocat i va ser internat a l'asil de Charenton (el mateix en el que havia estat el marqués de Sade cent anys abans i que actualment és Hospital de Saint Maurice). No en va sortir fins a l'agost de 1948 quan, afectat de leucèmia, va ser traslladat a l'hospital de Santa Anna de París per fer-li una intervenció quirúrgica de la qual va morir uns mesos després sense arribar a tornar a Charenton.
Henri Baruk, eminent psiquiatra i director de Charenton durant molts anys, explica (sense citar-lo pel seu nom: només és el matemàtic de Charenton) com li va explicar que els seus motius pel triple assassinat van ser eugenèsics. També narra els hàbits d'un home tranquil, que no sortia mai a l'exterior i que passava totes les hores del dia (excepte el àpats) en una taula, enmig d'un passadís, estudiant i escrivint matemàtiques. Era un model de calma i amabilitat, menjava i dormia de forma abundant i refusava sortir al pati dient que les matemàtiques eren suficients per a ell.
La seva formació va ser autodidacta (només havia fet un curs al Polytechnique) i procedia dels llibres que comprava i de les revistes a les que estava suscrit. Tot i així va mantenir relacions epistolars amb eminents matemàtics. Datava les seves cartes sempre el primer d'abril i les encapçalava amb l'adreça (57 Grand Rue, Saint-Maurice) sense fer menció de la institució en la que residia. Quan rebia alguna invitació, la declinava gentilment, al·legant que les circumstàncies l'impedien assistir. Jacques Hadamard el va visitar en una ocasió i es va quedar sorprès en adonar-se que el personatge era un intern del manicomi.
Malgrat la seva ascendència jueva i el fet de ser un malalt mental, va sobreviure a l'ocupació nazi publicant els seus articles sota els pseudònims de René Binaud i Marcel Segond.
Bloch va treballar en diversos camps de les matemàtiques, però el més rellevant és el de l'anàlisi complexa. El 1925 va enunciar un teorema del que es desprèn una constant de la que no existeix cap algorisme de càlcul i de la qual se'n desconeix el valor exacte. Bloch va publicar més de quaranta articles científics, en solitari o conjuntament amb altres matemàtics com George Pólya, G. Guillaumin, Georges Valiron, etc.